# Punti di entrata per i vegetali
I Punti di entrata per i vegetali  sono uffici periferici del Servizio Fitosanitario Nazionale che si occupano del controllo fitosanitario dei vegetali e prodotti vegetali che transitano attraverso i punti d'ingresso transfrontalieri.

## Funzioni
I Punti di entrata per i vegetali sono in sostanza degli uffici fitosanitari, dipendenti dai Servizi Fitosanitari Regionali ma autorizzati dal Ministero delle politiche agricole alimentari e forestali, situati nei maggiori porti ed aeroporti nazionali e riconosciuti su base comunitaria. Tali uffici effettuano i controlli sui vegetali e prodotti vegetali regolamentati dalle normative nazionali ed europee e provenienti da Paesi Terzi, destinati sia all'Italia che all'Unione europea, o anche solo in transito, al fine di prevenire il rischio di importazione di organismi nocivi per le piante.

## Organizzazione
Gli uffici, in numero di 52, sono dislocati in tutto il territorio nazionale. Una parte di essi è costantemente presidiata, mentre altri sono operativi su chiamata. Questa l'attuale ubicazione:
- Uffici aeroportuali presidiati: Bologna, Milano-Malpensa, Roma-Fiumicino, Venezia.
- Uffici portuali presidiati: Ancona, Corigliano Calabro, Genova, Gioia Tauro, La Spezia, Livorno, Napoli, Ravenna, Salerno, Savona, Trieste, Venezia.
- Uffici aeroportuali operativi su chiamata: Ancona-Falconara, Bergamo-Orio al Serio, Cagliari, Catania, Genova, Lamezia Terme, Palermo, Pisa, Milano-Linate, Napoli, Torino, Verona.
- Uffici portuali operativi su chiamata: Augusta, Bari, Brindisi, Cagliari, Chioggia, Catania, Castellammare di Stabia, Civitavecchia, Imperia, Olbia, Oristano, Ortona, Palermo, Pescara, Pozzallo, Pozzuoli, Taranto, Torre Annunziata, Trapani.

Ulteriori punti di entrata per il legname:
- Uffici portuali operativi su chiamata: Arbatax, Crotone, Molfetta, Monfalcone, Porto Nogaro.